# Mesonodon regnellianus
Mesonodon regnellianus là một loài Rêu trong họ Entodontaceae. Loài này được (Müll. Hal.) W.R. Buck mô tả khoa học đầu tiên năm 1980.